# Істинне Православ'я
Істинне православ'я (катакомбна церква, рух «непоминаючих») — це рухи у православному християнстві, які відокремлюються від основної Церкви через питання екуменізму та реформи календаря, а також у середовищі РПЦ через співпрацю її керівництва із атеїстичною владою у 20-их рр. ХХ ст.

## Історія
Радянська влада з перших днів свого існування наразилися на опір православних християн. Жодна насильницька кампанія богоборців — чи то вилучення церковних цінностей, чи то закриття храмів — не обходилася без зіткнення з вірянами.
Більшовицькі гоніння на віру поступово заганяли християн у катакомби. Перші нелегальні групи так званих катакомбників в Україні з'явилися в 1922—1923 рр., коли храми захоплювалися обновленцями. Православні, для яких було неприйнятним відвідування розкольницьких храмів, мусили збиратися на таємні молитовні зібрання. Наступними роками релігійне підпілля постійно поповнювалося віруючими скасованих громад, проте їхня чисельність була ще незначною.
Ситуація кардинально змінилася після прийняття заступником місцеблюстителя РПЦ Сергієм Страгородським декларації про лояльність. Частина архієреїв звинуватила митрополита в ганебній капітуляції перед богоборчими властями, що принесли незчисленні страждання православним, і пішла з ним на розрив. Тим самим був покладений початок розламу, унаслідок якого постала Істинно-православна церква (ІПЦ). ІПЦ називали релігійні течії так званих «непоминаючих», що розірвали молитовні й адміністративні стосунки з митрополитом Сергієм. Найвпливовішим напрямом ІПЦ були йосифляни — послідовники митрополита Ленінградського Йосифа Петрових, духовного керівника антисергіанської опозиції. Наступником бунтівного владики, котрого в лютому 1928 р. відправили на заслання, став архієпископ Гдовський Димитрій (Любимов). Навесні 1928 р. він доручив колишньому вікарію Воронізької єпархії єпископу Уразовському Олексію Бую керувати громадами півдня Росії та України. Відтак йосифляни цього регіону отримали назву «буївці».
До антисергіанської опозиції приєдналися єпископ Старобільський Павло Кратиров, який тоді перебував на покої у Харкові, і єпископ Бахмутський і Донецький Йоасаф Попов, який мешкав у Новомосковську, що на Дніпропетровщині. Неабияку роль у ствердженні Істинно-православної церкви зіграло чернецтво. У Києві істинно-православних опікував о. Анатолій Жураковський. У Харкові до єпископа Павла приєдналися колишній настоятель Києво-Печерської Лаври Климент (Жеретієнко), її намісник Макарій (Величко), ігумен Євстратій (Грумков) і чотири ченця.
Єдності серед вірних ІПЦ на місцях не було. Особливо гострі стосунки спостерігалися між послідовниками єпископів Олексія Буя і Павла Кратирова.
В Україні домінував йосифлянський напрямок Істинно-православної церкви. У Донбасі найбільше громад належало єпископу Олексію Бую.
У підпіллі перебували також течії істинно-православних християн (ІПХ). До них відносилися стефанівці, послідовники монаха Суздальського монастиря Стефана Підгорного. Подібною до суздальців течією були іоанніти — наслідувачі протоієрея о. Йоана Кронштадтського.
ІПЦ із самого початку стала на відверто антикомуністичні позиції. У період колективізації ІПЦ надала релігійного забарвлення антиколгоспному руху.
На рубежі 20-х — 30-х років катакомбників охопили есхатологічні настрої. Кінець світу нерозривно пов'язувався із загибеллю радянської влади. Села заповнили різні святі, пророки, юродиві, котрі в один голос віщували падіння ненависного для них комуністичного режиму й колгоспного ладу.
Заперечуючи радянську владу, вірні ІПЦ водночас ідеалізували монархічний лад. Слід додати, що монархізм вірних ІПЦ часто був пов'язаний з антисемітизмом. Юдофобія розпалювалася твердженнями, що саме євреї, особливо в партійному проводі, були головними ініціаторами гонінь на християн.
У 30-х рр. ХХ ст. органи НКВС розгромили катакомбне підпілля. У добу терору ІПЦ втратила практично всіх своїх архієреїв, а також значну частину духівництва. Поступово ІПЦ без власного духовенства вироджувалася в напівсектантські групи й частково об'єдналася з громадами істинно-православних християн. Згодом вірні ІПХ узагалі заперечували посередницьку роль священика між Богом і людьми. Від 30-х років стала впроваджуватися практика здійснення треб мирянами. Серед таїнств збереглися хрещення, покаяння й причастя.
До слідства у справі «філій» ІПЦ залучили двох єпископів, 52 священика, 22 ченців і велику кількість активних мирян. Згідно агентурної розробки «Чорні павуки», повідомляли в Москву, що «органами ГПУ УСРР розкрита на території України і ліквідована в січні 1931 р контрреволюційна організація Істинно-Православна церква, що ставила своєю кінцевою метою повалення радянської влади шляхом збройного повстання в ув'язці з інтервенцією».
Положення директиви № 1328/с від 22 липня 1944 року наркома держбезпеки УРСР Сергія Савченко свідчить: «За наявними у НКДБ УРСР відомостями, на території областей України існують „дикі“ парафії, нелегальні монастирі та скити Православної церкви, які не підпорядковані Московській патріархії і вважають себе „Істинно-Православною церквою“ на тій підставі, що керівник патріархії „продався радянській владі“».
Значну увагу істинно-православні християни приділяли розповсюдженню релігійного самвидаву. У Донбасі, як і в інших частинах країни, це явище зародилося в 20-30-х рр., коли віруючі переписували й розносили по краю так звані «святі листи». Найпопулярнішим підпільним твором серед катакомбників до- і післявоєнного часу були «Видіння» або «Нові грізні слова Йоана Кронштадського», рукописи яких можна було знайти майже в кожному населеному пункті шахтарського регіону. Ці пророцтва, що приписувалися настоятелю Андріївського собору в Кронштадті о. Йоану Сергієву (1829—1908), найшанованішому істинно-православними християнами священику, мали передусім зміцніти людей у вірі. В окремих групах ІПХ, уражених юдофобією, віруючі на моліннях окрім «Видінь» читали «Протоколи сіонських мудреців» та інші антисемітські твори.
У 1990-х рр. в Україні відродилися громади ІПЦ. У цей період істинно-православних християн із новою силою охопили есхатологічні настрої. Вони відчутно здійснили вплив на вірних Української православної церкви Московського Патріархату, зокрема це проявилося у ставленні віруючих цієї церкви до ідентифікаційних номерів як до числа звіра «666».